# あさだとま
あさだ とま（1969年 - ）は、日本の絵本作家。東京都生まれ。元々は編集の仕事をしていたが、後に絵本の創作活動を始める。

## 主な著作

### 絵本
- 『つんつんつん』 （イラスト: いとうみき、2011年4月、フレーベル館、ISBN 978-4577038949）[3]